# Qurum
Qurum (arabisch القرم, DMG al-Qurum) ist eine Stadt, die zum Wilaya Matrah im Gouvernement Maskat gehört und sich im Nordosten des Sultanats Oman befindet. Sie liegt westlich von Ruwi und nördlich des Wilaya Madinat as-Sultan Qabus.
Sie gliedert sich in das Niyaba Qurum und Schati al-Qurum und erstreckt sich von Osten bis zur Landspitze des Ra's al-Hamra. Qurum ist das arabische Wort für Mangrove; Mangroven sind heute allerdings nur noch im Naturschutzgebiet Qurum zu finden.
Qurum gehört zu den besten Wohngegenden der Hauptstadtregion Muscat Capital Area, und die Lage Qurum Hights gehört zu den teuersten des Landes. Als dort in den 1980er-Jahren die Bebauung begann, stieß man auf Reste prähistorischer Siedlungen aus der Zeit um 2000 v. Chr., darunter auf Gräber mit Grabbeigaben, Reste von Pfahlbauten und auch Steinwerkzeuge. Einige Funde sind heute in mehreren Museen der Stadt ausgestellt.